# Hardwicke (Tewkesbury)
Hardwicke – przysiółek w Anglii, w Gloucestershire. Hardwicke jest wspomniana w Domesday Book (1086) jako Herdeuuic.